# Fortuynia garcinii
Fortuynia es un género monotípico de fanerógamas perteneciente a la familia Brassicaceae. Su única especie: Fortuynia garcinii es originaria de  Irán.

## Taxonomía
Fortuynia garcinii fue descrita por (Burm.f.) Shuttlew. y publicado en Annales des Sciences Naturelles, Botanique II, 17: 178. 1842
Sinonimia
- Fortuynia aucheri Shuttlew.
- Fortuynia bungei Boiss.
- Peltaria garcinii Burm. f.[3]